# Quando eu stava in le tu' cathene
Quando eu stava in le tu' cathene è una canzone d'amore italiana tradizionalmente datata tra il 1180 e il 1220 composta da un autore anonimo. Un'interpretazione di studiosi dell'Università di Pisa, pubblicata nel 2022, la ricolloca invece alla primavera del 1226, epoca in cui Federico II e la sua corte si trovarono bloccati a Ravenna mentre si dirigevano verso Cremona per tenervi una dieta.
Ubicata sul verso della Pergamena 11518 ter, l'opera è considerata tra i testi poetici più antichi della letteratura italiana. Scoperta nel 1938 e poi divulgata al grande pubblico dallo studioso Alfredo Stussi nel 1999, la pergamena è conservata presso l'Archivio Storico Arcivescovile di Ravenna.

## Parafrasi
Quando stavo nelle tue catene, o Amore, mi facesti chiedere se volessi soffrire le pene oppure rinunciare alle tue ricchezze, che sono grandi e, a dire il vero, vogliono essere (sono) sempre piene di speranza. Non risposi a voi subito perché non mi fidavo a unirmi alla donna gentile cui non piaceva far presto. Non consiglio a nessuno di opporsi a ciò che piace al suo signore, bensì di parlare in modo da rendersi gradito, come Cicerone, con abbellimenti retorici. Evitar di ferire e di rimproverare chi è sgradito procura onore: chi fa questo non dispiacerà a nessuno, il suo merito cresce sempre di più, gioco e riso lo nutrono sempre, in ogni momento segue le norme della cortesia. Io sono quello che molto sopportavo finché a dio non piacque di aiutarmi; giorno e notte, credo, non dormivo perché in ogni istante ero sempre all’inizio (e tanto m’ero posto a vigilare). Come credevo di averla tra le braccia, allora il mio abbraccio era puro; ora io sono portato in paradiso, tenuto prigioniero tra le sue braccia, sono sicuro di vivere per sempre con colei per cui, per averla, sarei disposto a morire. Madonna mi fece molta paura quando mi consigliava di tornare, dicendo “Non curatevi delle maldicenze”. Tosto la donna gentile si rabboniva, ricevendone allora parole mansuete, perché se lei chiedeva a gran voce, qualora la gente avesse molto da dire, che se la prendessero con la mala lingua, che venisse creduta contro ai maldicenti, così farò io con grande naturalezza. Di tutti coloro che hai con te, Amore, ti prego, non mi dimenticare, perché vale soltanto la vita che posso avere con lei, oppure sopportare una brutta morte. [.......] di avere con me, e non sarà cosa saggia mettersi in contrasto con lei, se lodasse messer non so chi (qualcun altro). Difettoso è l’amore che non rende uguali due (persone che si amano), e io sono così al servizio vostro in ogni momento, come fece Paride (con Venere, e poi con Elena).

## Analisi del testo
Dal punto di vista metrico, la canzone è formata da cinque stanze di dieci decasillabi, per un totale di cinquanta versi. Inoltre, presenta elementi metrici che saranno poi fondamentali nella produzione rimica italiana successiva. Tra le tipologie impiegate nella canzone prevalgono il settenario e l'endecasillabo: quest'ultimo si affermerà come il verso principale della poesia italiana. Dal punto di vista tematico, è evidente la connessione con la lirica provenzale, dalla quale la canzone si ispira e cambia i modelli, i concetti e il lessico. È chiaro dunque, che "Quando eu stava" tratta del tema d'amore. Quella delle catene, infatti, è un'immagine molto ricorrente nel lessico della produzione amorosa. Nella seconda stanza è più evidente la connessione con la lirica provenzale, in particolar modo per la rappresentazione della donna come midons, ovvero "mio signore".  Il rapporto donna-amante, infatti, ricalca quello feudale tra signore e vassallo. La donna, dunque, è superiore e padrona del poeta.